# پیکوادرو
پیکوادرو (به ایتالیایی: Piquadro) یک شرکت کالاهای چرمی ایتالیایی است که در تولید لوازم اداری و مسافرت تخصص دارد. این شرکت محصولاتی شامل کیف‌های چرمی مردانه و زنانه، چمدان و اقلام چرمی کوچک می‌سازد. این شرکت در آوریل ۲۰۱۰ میلادی، محصولات خود را از طریق حدود ۱۵۰۰ نمایندگی فروش به بازار عرضه کرد. پیکادرو برای برخی از نوآوری‌های فنی و کاربردی خود گواهی ثبت اختراع دریافت کرده است.
این شرکت در سال ۱۹۸۷ میلادی توسط مارکو پالمیری تاسیس شد.